# Burston
Burston är en ort i Burston and Shimpling, South Norfolk, Storbritannien. Den ligger i grevskapet Norfolk och riksdelen England, i den sydöstra delen av landet, 130 km nordost om huvudstaden London. Burston ligger 41 meter över havet och antalet invånare är 538. Civil parish hade 279 invånare år 1931. Byn nämndes i Domedagsboken (Domesday Book) år 1086, och kallades då Borstuna.
Terrängen runt Burston är mycket platt. Runt Burston är det ganska tätbefolkat, med 108 invånare per kvadratkilometer. Närmaste större samhälle är Diss, 3,8 km sydväst om Burston. Trakten runt Burston består till största delen av jordbruksmark.